# Herrliberg
Herrliberg es una comuna suiza del cantón de Zúrich, situada en el distrito de Meilen. Situada junto al lago de Zúrich y a 9 kilómetros de la ciudad, Herrliberg es una zona residencial y forma parte de la llamada “costa dorada” de Zúrich, y es conocida por sus rutas de senderismo con unas vistas privilegiadas a los alpes suizos.
Herrliberg limita al norte con las comunas de Erlenbach y Küsnacht, al este con Maur y Egg, al sureste y sur con Meilen, y al oeste con Oberrieden y Thalwil.

## Calidad de vida

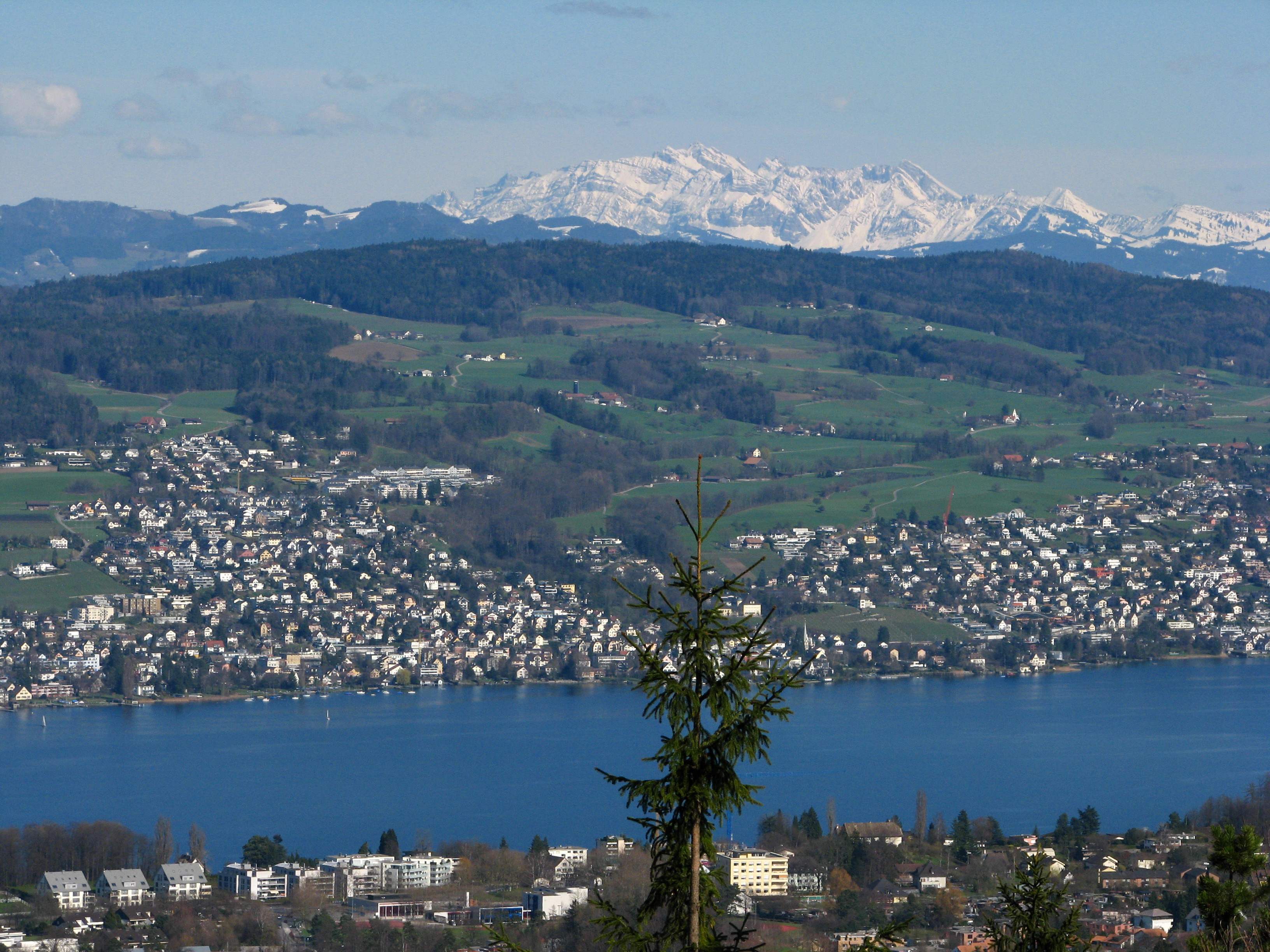
Municipios de Erlenbach y Herrliberg situados en la montaña de Pfannenstiel, con los Alpes suizos de fondo.

Basándose en un estudio realizado por la inmobiliaria Homegate.ch, en 2020 Herrliberg era el municipio más caro en toda Suiza para la compra de apartamentos, y el cuarto más caro para la compra de casas familiares, tras las ciudades de Ginebra, y Küsnacht y Erlenbach, ambos municipios vecinos de Herrliberg y que también forman parte de la costa dorada del lago de Zúrich.
Según Immofacts.ch, Herrliberg es el segundo municipio del cantón de Zúrich con mayor renta per cápita.

## Celebridades

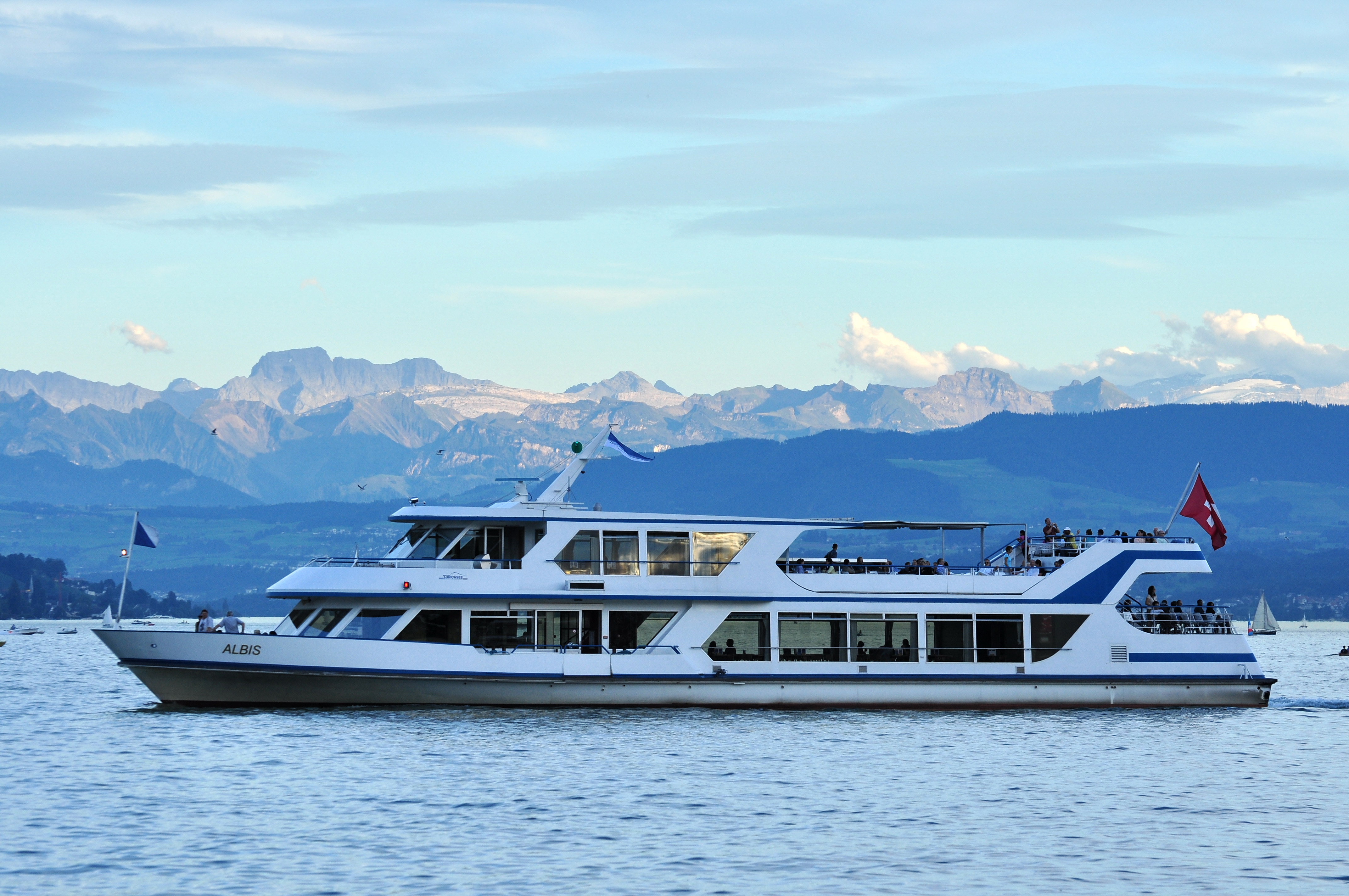
Ferry del lago de Zúrich con los Alpes de fondo.

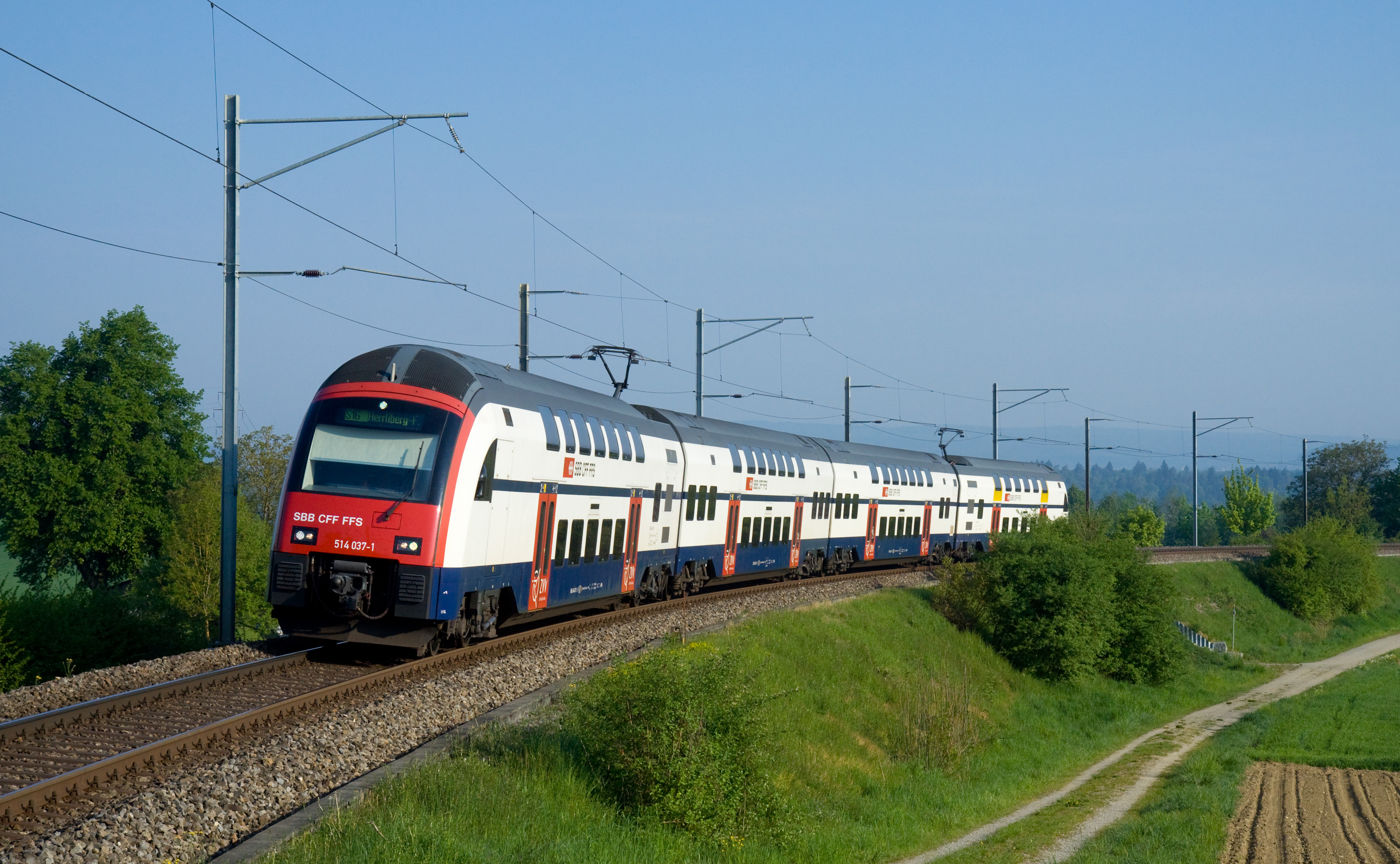
Tren que conecta con Zúrich de la red SBB en su paso por Herrliberg.

El tenista Roger Federer tiene una de sus cuatro casas en Herrliberg, estando su residencia principal en Rapperswil-Jona, también situada en la costa dorada de Zúrich.
En 2011, Federer también compró por aproximadamente 30 millones de euros por una parcela de 5.800 m² en Herrliberg, situada en lo alto de la ladera con vistas al lago de Zúrich y a los alpes, propiedad que aún posee.